# Hot Streets (serie animata)
Hot Streets è una serie televisiva animata statunitense del 2018, creata da Brian Wysol e diretta da Pete Michels.
La serie si focalizza sulle indagini soprannaturali dell'agente dell'FBI Mark Branski, il quale lavora con il suo partner Donald French, con la nipote di Branski, Jen, e con il suo cane parlante, Chubbie Webbers.
La serie è stata trasmessa per la prima volta negli Stati Uniti su Adult Swim dal 14 gennaio 2018. Il 7 maggio 2018 la serie è stata rinnovata per una seconda stagione che andrà in onda dal 24 febbraio 2019.

## Trama
Mark Branski è un agente dell'FBI che lavora insieme al suo socio Donald French. I due collaborano con la nipote di Branski, Jen, e il suo cane parlante, Chubbie Webbers, per indagare sui fenomeni paranormali. Un tema ricorrente della serie è il modo in cui i protagonisti si imbattono specialmente in cattivi, che poi si rivelano essere innocenti e che uccidono senza pensarci due volte.

## Episodi
| Stagione         | Episodi | Prima TV USA | Prima TV Italia |
| ---------------- | ------- | ------------ | --------------- |
| Prima stagione   | 10      | 2018         | inedita         |
| Seconda stagione | 10      | 2019         | inedita         |

## Personaggi e doppiatori

### Personaggi principali
- Mark Branski (stagioni 1-2), doppiato da J.D. Ryznar.
Un agente dell'FBI. Veterano per 21 anni, Mark è considerato il migliore nel fare il suo lavoro. Ha un atteggiamento un po' eccentrico, spesso non si concentra nelle varie missioni e tende a ignorare i sentimenti e le opinioni di chiunque lo circondi. Branski ha una sorprendente conoscenza generale e partecipa spesso a varie attività surreali.
- Donald French (stagioni 1-2), doppiato da Scott Chernoff.
Il socio di Branski. È il più giovane del gruppo e fa da capro espiatorio a tutti. Donald è effeminato ed è più pessimista rispetto a Branski, ma cerca sempre di dimostrare il suo valore. In alcuni casi ha dimostrato di essere più intelligente del suo socio, ma altre volte si dimostra incompetente su tutto. Ha sempre desiderato avere un suo ufficio personale, nonostante gli venga detto che non ci sono più stanze libere.
- Jen Sanders (stagioni 1-2), doppiata da Chelsea Kane.
La nipote di Branski. In passato i suoi genitori sono morti, ma spesso afferma che sua madre, che in realtà è morta di tumore del sangue, sia l'unico parente in vita. Confida spesso con il suo cane Chubbie Webbers, che ama teneramente. Mentalmente, Jen è più intelligente sia di Branski che di French, ma viene solitamente messo da parte dello zio.
- Chubbie Webbers (stagioni 1-2), doppiato da Justin Roiland.
Il segugio parlante di Jen. Anche se molte volte è molto intraprendente e con una preferenza bisessuale, in alcuni episodi viene visto leggermente psicotico, con problemi di dipendenza che rimangono inosservati agli altri.

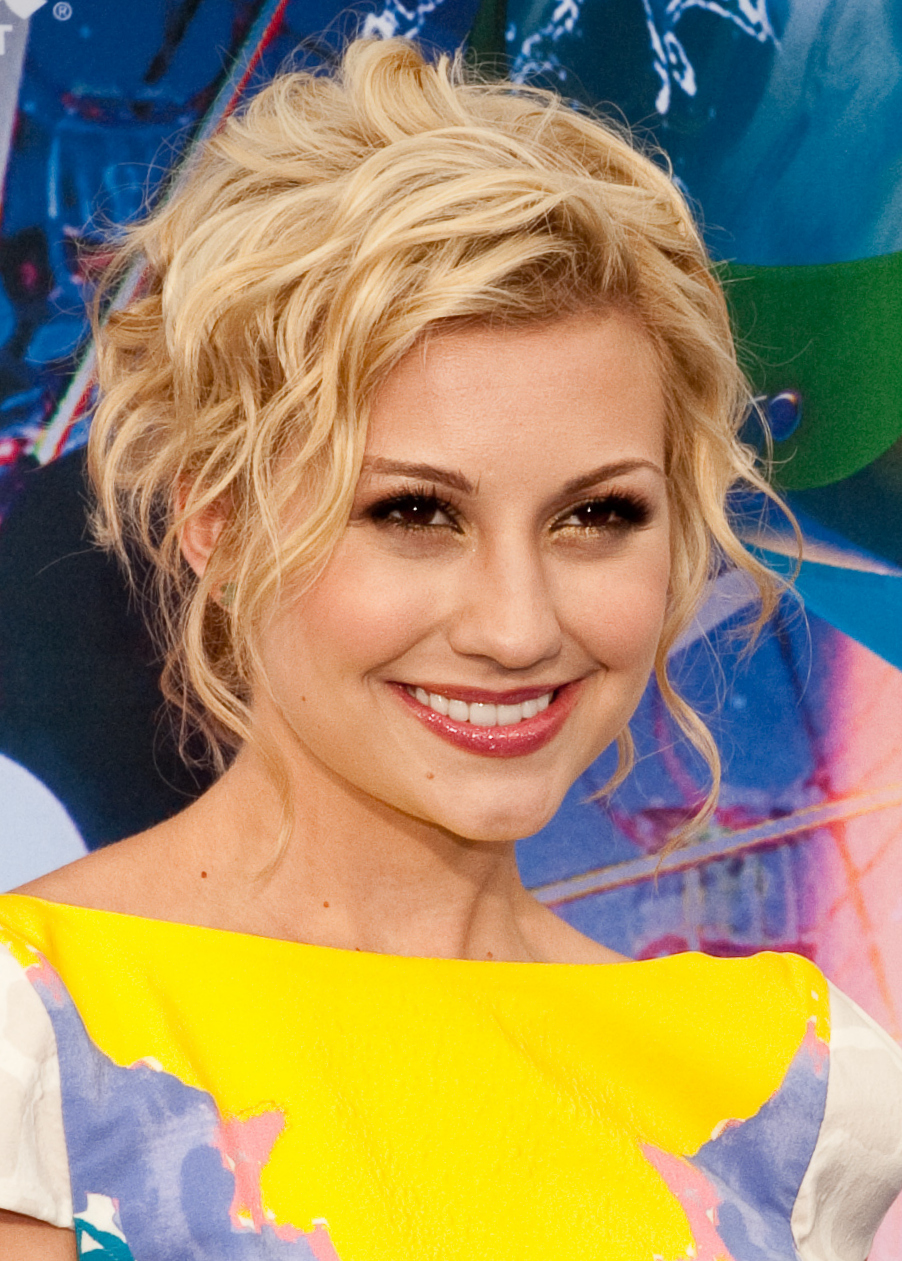
Chelsea Kane al World of Color nel 2010
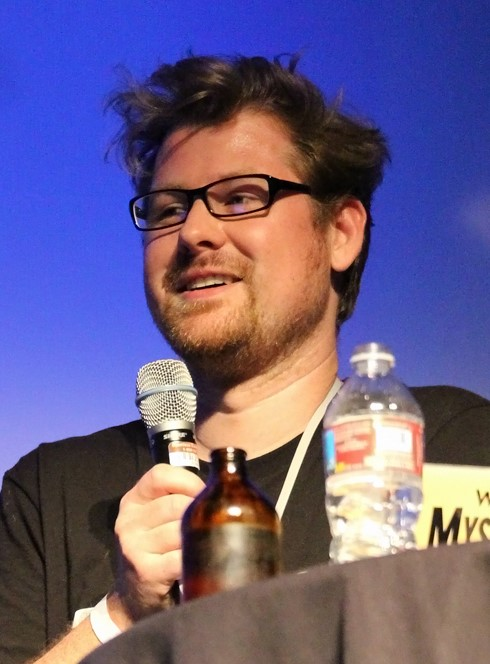
Justin Roiland al XOXO nel 2015

### Personaggi ricorrenti
- J.A.S.O.N. (stagioni 1-2), doppiato da Brian Wysol.
- Soo Park (stagioni 1-2), doppiato da Ming-Na Wen.
Il capo di Branski e French. Prende molto seriamente il suo lavoro.
- John Wayne JetWayne Junior (stagione 2), doppiato da Ernie Hudson.
- Nostril (stagioni 1-2), doppiato da Eric Bauza.
- Agente Magafferty (stagioni 1-2), doppiato da Michael McCafferty.
- Matt (stagioni 1-2), doppiato da Derek Waters.

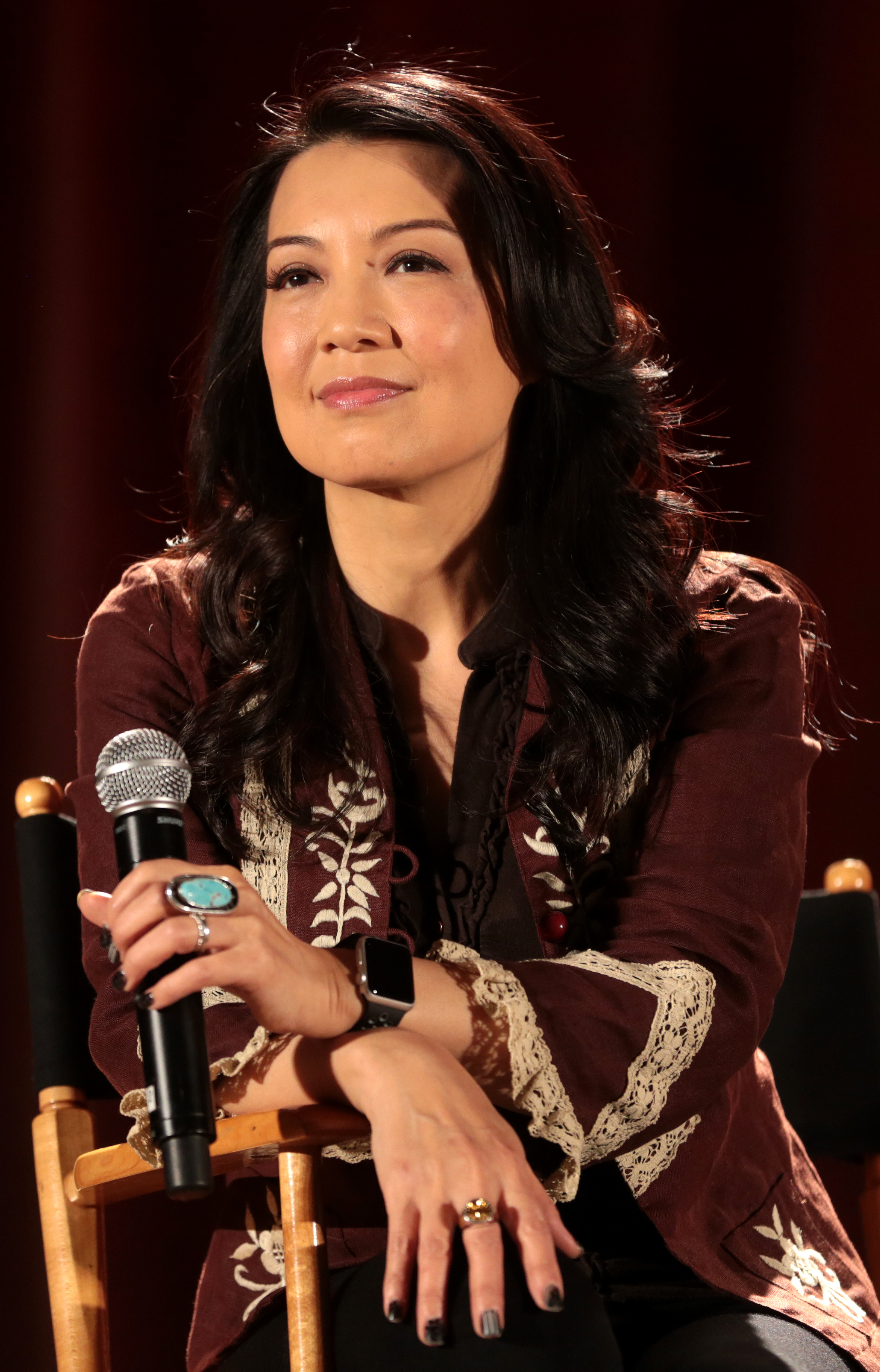
Ming-Na Wen al Phoenix Comic Fest nel 2018
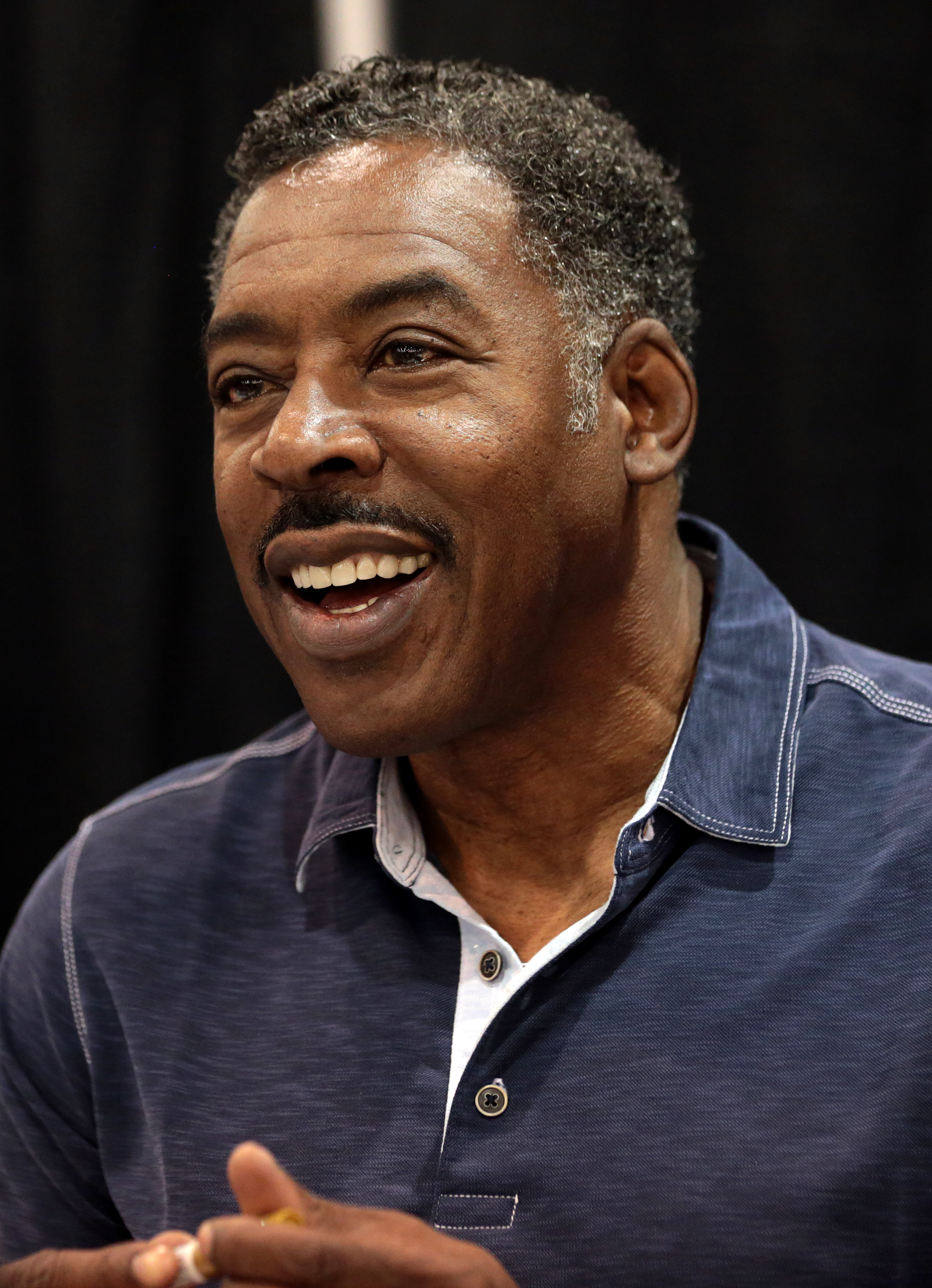
Ernie Hudson al Phoenix Comic Fest nel 2017
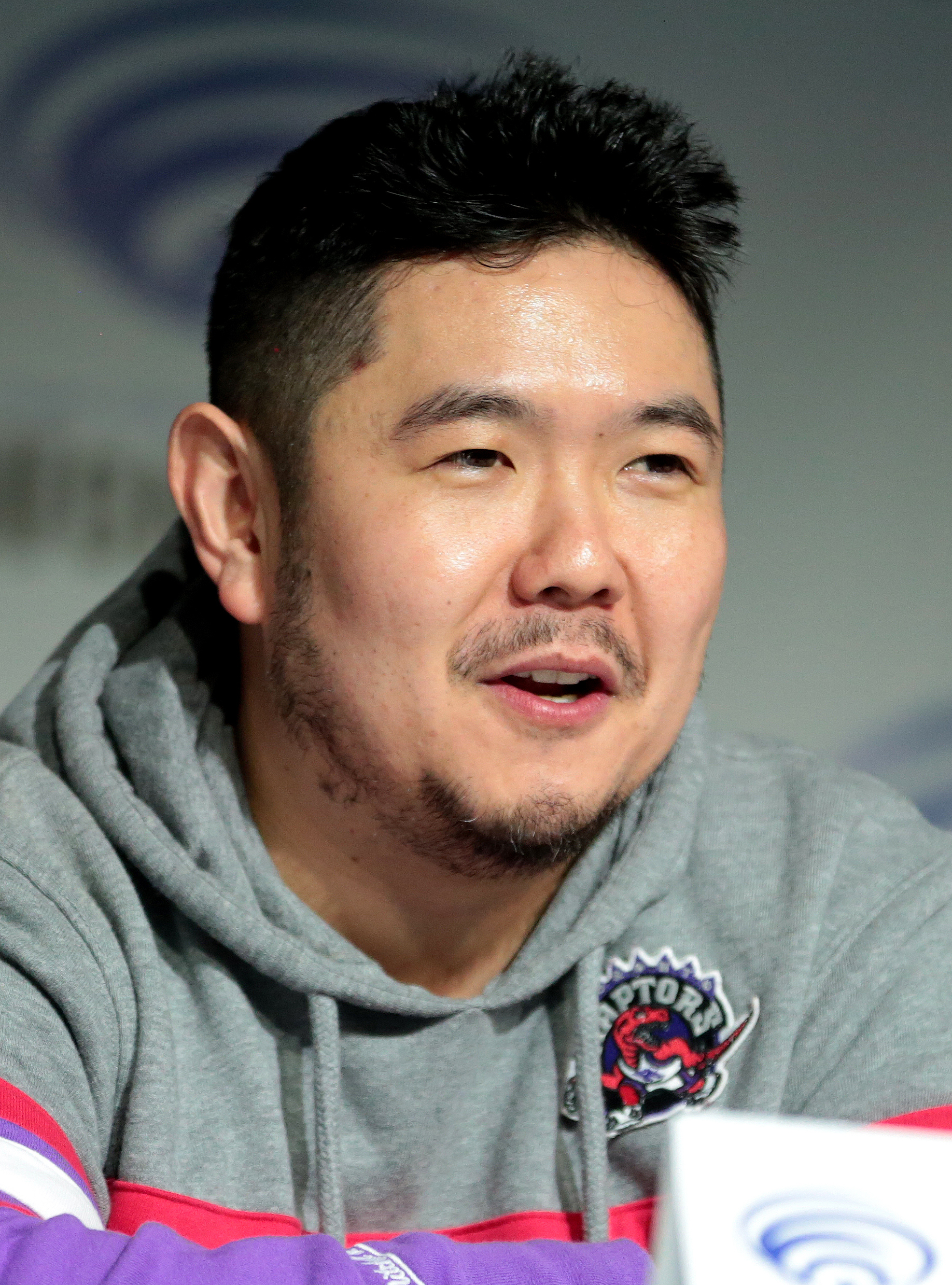
Eric Bauza al WonderCon nel 2018

### Personaggi secondari
- Madre di Jen (stagioni 1-2), doppiata da Debi Derryberry.
- Blozark (stagioni 1-2), doppiato da Nick Corirossi.
- Brett Bryce (stagioni 1-2), doppiato da Chris Tallman.
- Capitano Moldmug (stagione 2), doppiato da Jeffrey Combs.
- Agente Garcia (Stagioni 1-2), doppiato da Willy Roberts.

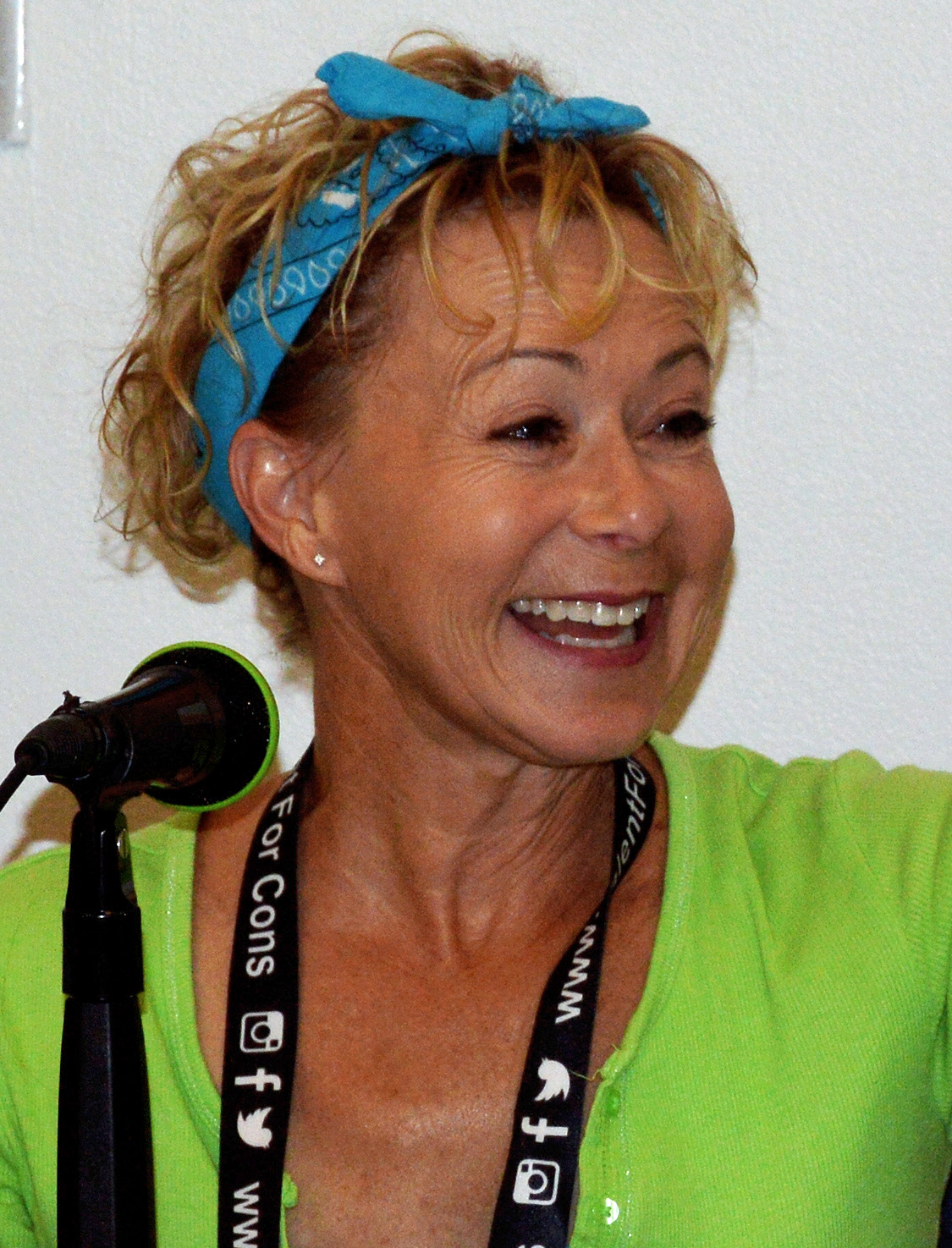
Debi Derryberry all'Animate Florida in 2016
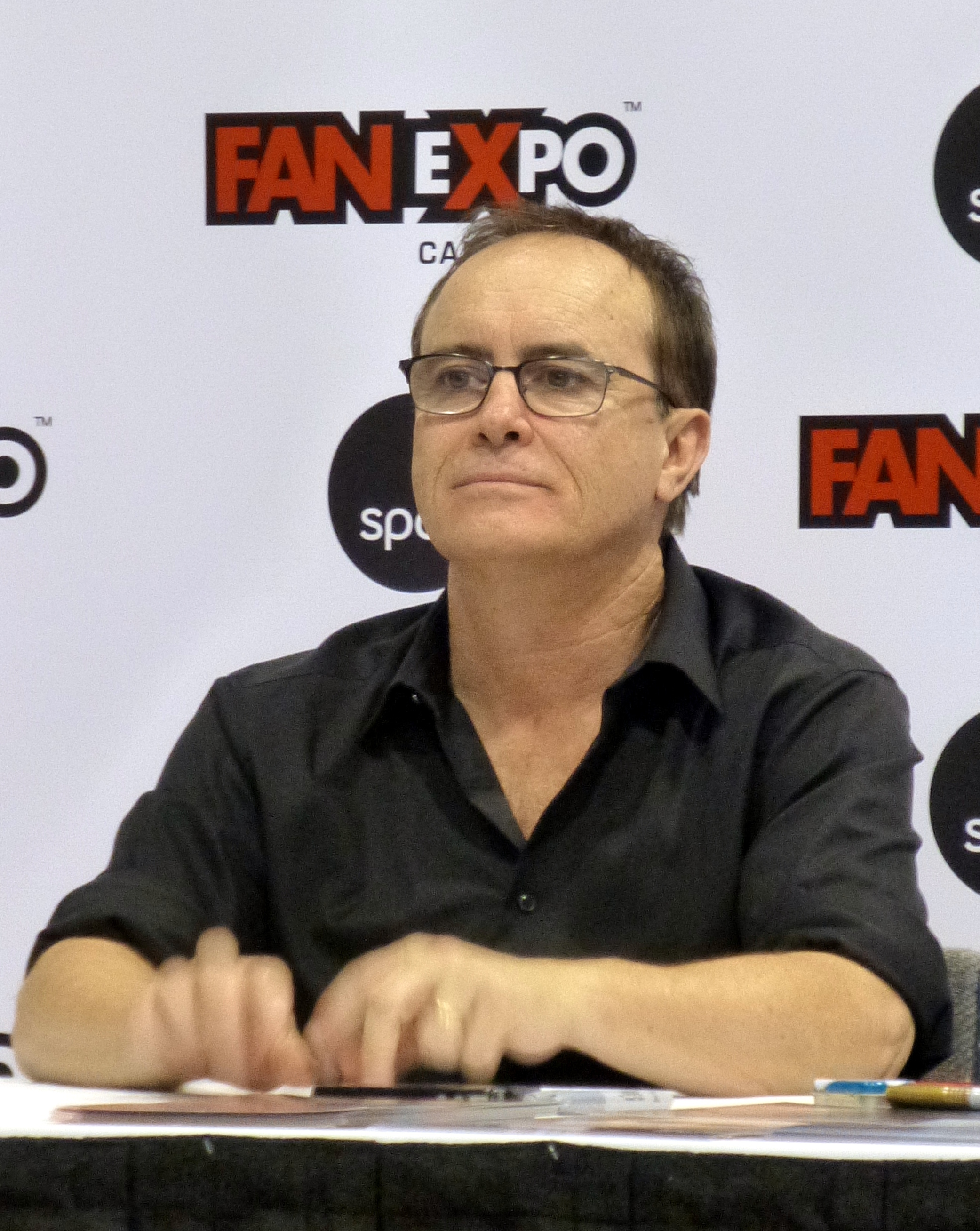
Jeffrey Combs al Fan Expo Canada nel 2015

## Produzione

### Ideazione e sviluppo
Prima di Hot Streets, Brian Wysol ha creato una serie di cortometraggi per il Channel 101 di Dan Harmon e Rob Schrab, tra cui Hot Cross Buns e We Solve the Crime. Wysol ha affermato che Hot Streets è una sintesi di tutti e due: "Uno era un cartone a genere horror soprannaturale e l'altro era uno show poliziesco, ed erano i miei preferiti [...] Ho voluto intrecciare le loro sensibilità insieme, così ho pensato all'idea di creare questo nuovo show investigativo sovrannaturale sull'FBI". Nel 2012, Wysol decise quindi di combinarli insieme per creare Hot Streets. Wysol ha lavorato in precedenza ad altre serie di Adult Swim, tra le quali la seconda stagione di Rick and Morty, come story editor, e Robot Chicken, come sceneggiatore. In precedenza ha creato anche diverse webserie per il Shut Up! Cartoons di YouTube, del canale Smosh. Nel marzo 2017, Adult Swim ha annunciato di aver impegnato Wysol, per una serie completa dal nome Hot Streets, e Myles Langlois, per Apollo Gauntlet. Secondo Seth Green e Matthew Senreich, entrambi autori di Robot Chicken, la produzione dell'episodio pilota di Hot Street è iniziata verso maggio 2015 e proseguita nell'aprile 2016. Green, Senreich e Wysol sono i produttori esecutivi della serie, così come Eric Towner, John Harvatine IV e il co-creatore di Rick and Morty, Justin Roiland.